# Vaders en zonen
Vaders en zonen (Russisch: Отцы и дети, Ottsy i Deti, wat letterlijk vertaald "Vaders en kinderen" betekent) is een roman uit 1862 van de Russische schrijver Ivan Toergenjev. Het is een van zijn bekendste werken.

## Historische context en notities
De vaders en kinderen in de roman zijn een verwijzing naar de groeiende kloof tussen twee generaties Russen. Het personage Jevgeni Bazarov wordt omschreven als de "eerste bolsjewiek".
Toergenjev schreef zijn roman als reactie op de groeiende culturele kloof die hij zag ontstaan tussen de liberalen van de jaren 1830/1840 en het nihilisme. Zowel de nihilisten (de "zonen") als de liberalen (de "vaders") wilden sociale veranderingen in Rusland.
Vaders en zonen kan worden gezien als de eerste volledig moderne roman uit de Russische literatuur. De roman introduceert het concept van een tweestrijd bij een personage. Dit was een diep psychologisch thema dat later veel andere Russische werken inspireerde.
De roman was ook het eerste Russische werk dat in de westerse wereld populair werd.

## Belangrijkste personages
- Jevgeni Vasiljevitsj Bazarov – een nihilist en student wetenschap. Hij volgt een opleiding tot dokter. Hij is de mentor van Arkadi en een tegenstander van liberale ideeën.
- Arkadi Nikolajevitsj Kirsanov – een pas afgestudeerde van de Staatsuniversiteit van Sint-Petersburg. Hij is een vriend van Bazarov en net als hij een nihilist. Zijn ideeën zijn echter vooral het gevolg van zijn bewondering voor Bazarov.
- Nikolaj Petrovitsj Kirsanov – een landheer en liberaal-democraat. Hij is Arkadi's vader. Hij is verliefd op een niet-aristocratische dame genaamd Fenitsjka, hoewel hij dit eerst verborgen probeert te houden.
- Pavel Petrovitsj Kirsanov - Nikolajs oudere broer. Hoewel hij enigszins tolerant is tegenover het nihilisme, haat hij Bazarov.
- Vasili Ivanovitsj Bazarov - Bazarovs vader en een gepensioneerde legerdokter.
- Arina Vlasjevna Bazarova - Bazarovs moeder. Ze is een traditionele vrouw uit de Moskovische aristocratie.
- Anna Sergejevna Odintsova – een rijke weduwe die vaak in haar huis de nihilisten vermaakt. Ze wordt verliefd op Bazarov, maar kan aan haar liefde voor hem niet toegeven vanwege de emotionele chaos die dit zou veroorzaken.
- Katja Sergejevna Lokteva – een personage gelijk aan Arkadi, en de jongere zus van Anna. Ze heeft vrijwel geen zelfvertrouwen.
- Fenitsjka (Fedosja) - Nikolajs dienstmeisje, op wie hij verliefd is geworden. Ze heeft een zoon, Mitja, van hem gebaard.

## Nederlandse vertalingen
Het boek is uit de brontaal naar het Nederlands overgezet door H. Cornelissen, Arnold Saalborn (1918), Else Bukowsky (1919), Aleida G. Schot (1947), Karel van het Reve (1955), Marja Wiebes & Yolanda Bloemen (1991) en Froukje Slofstra (2020).